# Nobe 100
Nobe 100 – elektryczny trójkołowy samochód osobowy klasy miejskiej wyprodukowany pod estońską marką Nobe w 2018 roku.

## Historia i opis modelu

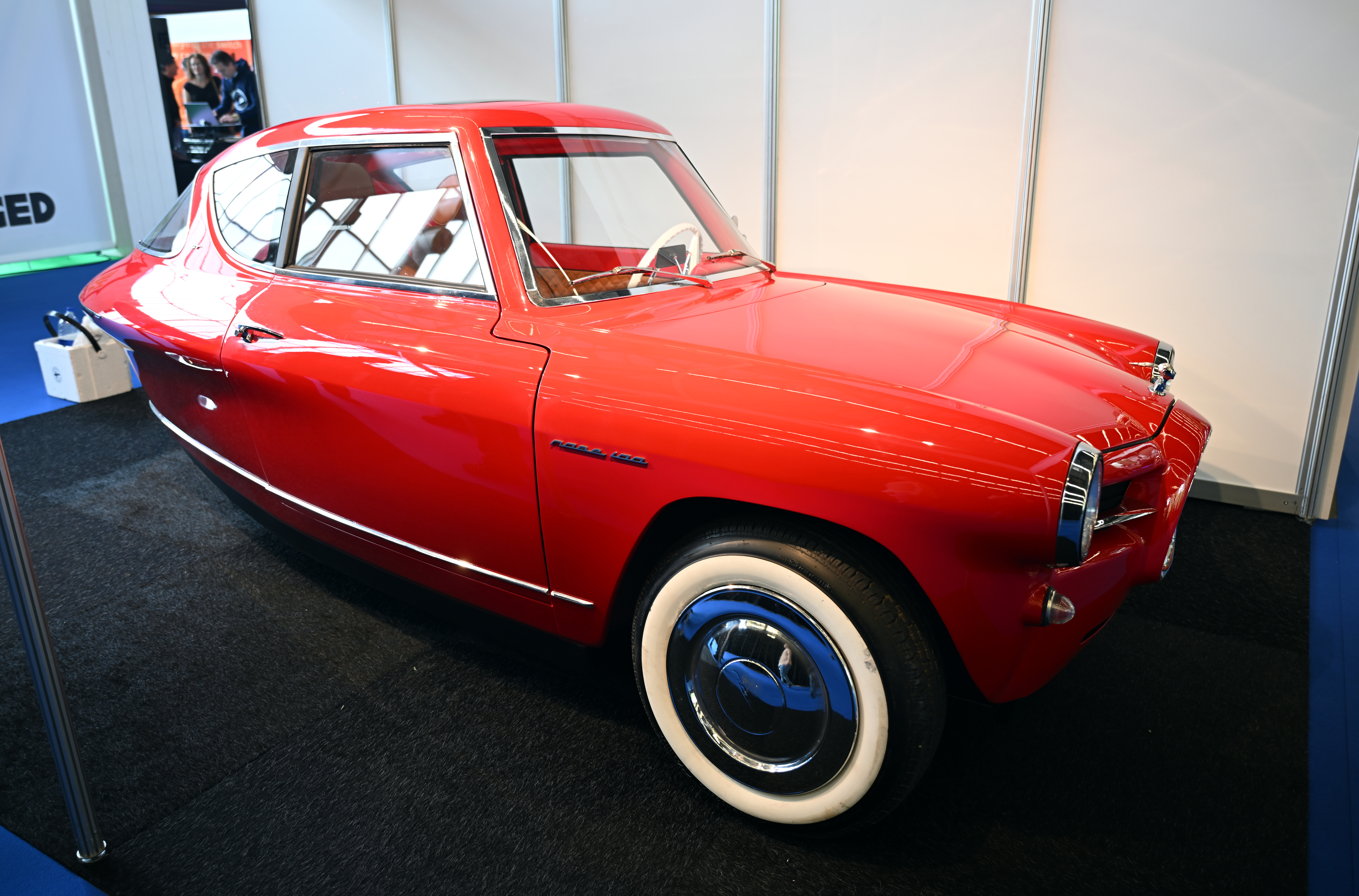
Nobe 100 - sylwetka

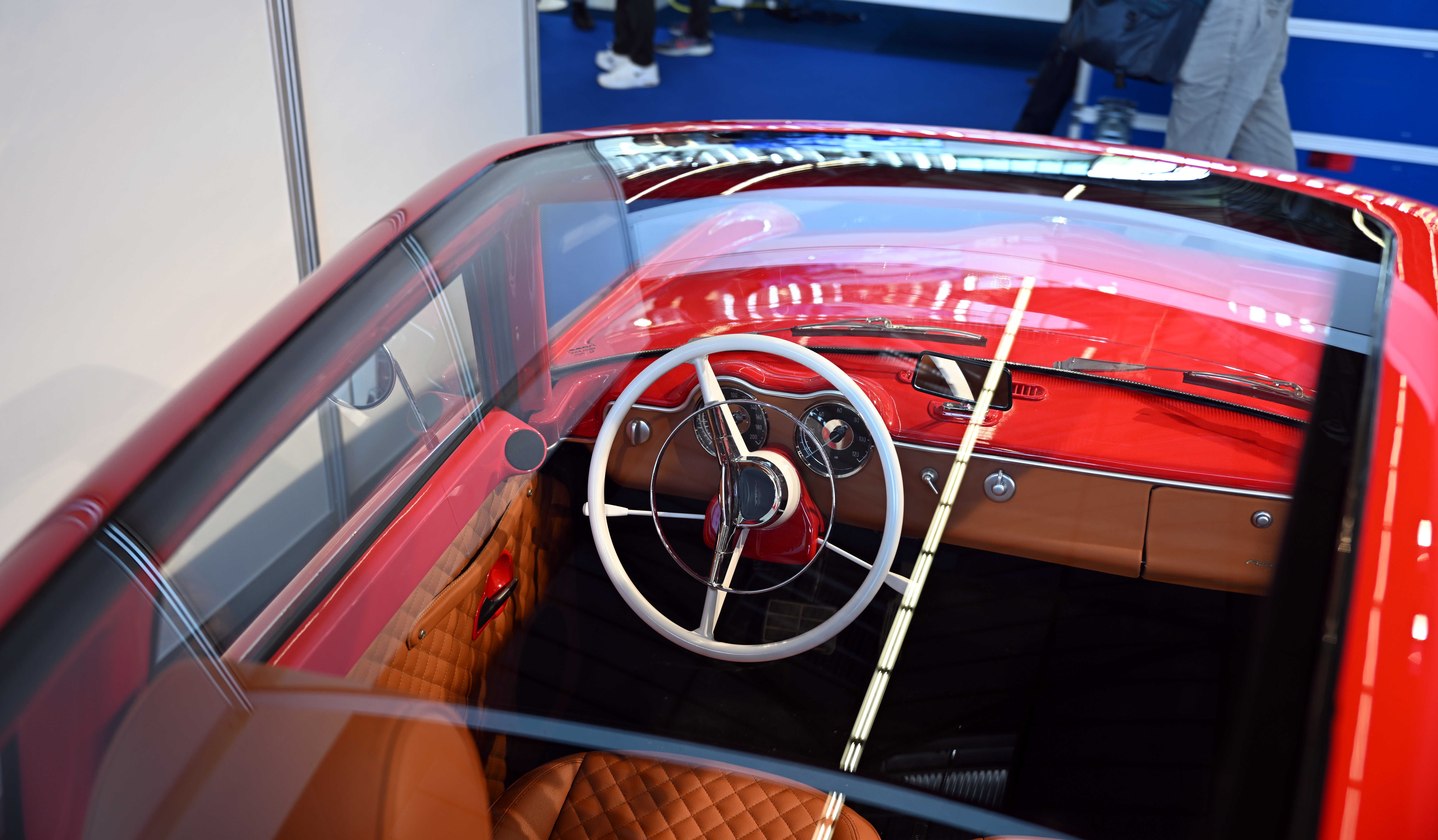
Nobe 100 - kokpit

W czerwcu 2018 roku utworzony rok wcześniej estoński startup Nobe przedstawił swój pierwszy model samochodu w postaci utrzymanego w stylu retro miejskiego, trzydrzwiowego coupe. Oprócz nawiązującego do klasycznej motoryzacji wzornictwa, pojazd wyróżnił się też formą trójkołowca, z pojedynczym kołem umieszczonym w zwężonej ku zderzakowi tylnej części nadwozia.
Pod kątem wizualnym Nobe 100 wyróżniło się szeroko rozstawionymi okrągłymi reflektorami, trzyczęściowym przednim wlotem powietrza, bogatym zdobieniem wstawkami z chromu, dużą powierzchnią przeszkloną, a także dwoma rzędami siedzeń. Minimalistycznie zdobiona kabina pasażerska została zdominowana przez duże, białe koło kierownicy i pojedyncze tarcze zegarów. Po wstępnym przedstawieniu informacji o Nobe 100, producent przedstawił samochód przed międzynarodową publicznością na niewielkim stoisku w marcu 2019 roku podczas wystawy samochodowej Geneva Motor Show.

### Sprzedaż
Właściciel Nobe, Roman Muljar, w 2018 roku zadeklarował chęć wdrożenia modelu 100 do produkcji w 2020 roku, finansując związane z wdrożeniem i wytwarzaniem pojazdu za pośrednictwem kampanii crowdfundingowej. Plany te pokrzyżował pożar, jaki miał miejsce w zakładach przedsiębiorstwa w Tallinnie w 2019 roku, wracając do chęci rozpoczęcia produkcji we wrześniu 2021 roku głównie z myślą o rynku Stanów Zjednoczonych. W tym celu utworzony został specjalny oddział Nobe, planując sprzedaż razem z furgonetką 500. Samochód nie trafił do produkcji, a wszystkie wcześniejsze plany spotkały się z niepowodzeniem.

### Dane techniczne
Nobe 100 jest samochodem elektrycznym, którego szczegółowych parametrów technicznych jeszcze nie doprecyzowano. Samochód posiada napęd na wszystkie koła, rozwijając maksymalnie 110 km/h prędkości i oferując zasięg na jednym ładowaniu do 220 kilometrów.